# Breibach (Kürten)
Breibach ist ein Wohnplatz in der Gemeinde Kürten im Rheinisch-Bergischen Kreis.

## Lage und Beschreibung
Der Ort liegt nördlich von Biesfeld, westlich von Broich und östlich von Bechen mitten im Tal des namensgebenden Breibachs in der Gemeinde Kürten. Das untere Breibachal - nordöstlich von Breibach bis zur Wipperfürther Straße (L 286) - steht seit 1990 vor allem wegen seiner artenreichen Feuchwiesenvegetation als Naturschutzgebiet Breibachtal unter Schutz.

## Geschichte
Der Hof Breibach wurde erstmals im Jahr 1500 urkundlich erwähnt. Der Appellativ im Ortsnamen geht wie unschwer erkennbar auf einen Bach zurück, das Bestimmungswort ist kein Personenname.
Die Topographia Ducatus Montani des Erich Philipp Ploennies aus dem Jahre 1715, Blatt Amt Steinbach, belegt, dass der Ort bereits 1715 als Ort mit mehreren Höfen bestand und als Brebach bezeichnet wurde. Carl Friedrich von Wiebeking benennt die Hofschaft auf seiner Charte des Herzogthums Berg 1789 als Brebach. Aus ihr geht hervor, dass Breibach zu dieser Zeit Titularort der Honschaft Breibach im Kirchspiel Kürten im Landgericht Kürten war.
Unter der französischen Verwaltung zwischen 1806 und 1813 wurde das Amt Steinbach aufgelöst und Breibach wurde politisch der Mairie Kürten im Kanton Wipperfürth  im Arrondissement Elberfeld zugeordnet.  1816 wandelten die Preußen die Mairie zur Bürgermeisterei Kürten im Kreis Wipperfürth.
Breibach gehörte zu dieser Zeit zur Gemeinde Kürten.
Der Ort ist auf der Topographischen Aufnahme der Rheinlande von 1824 und auf der Preußischen Uraufnahme von 1840 als Breibach verzeichnet.
Ab der Preußischen Neuaufnahme von 1892 ist er auf Messtischblättern regelmäßig als Breibach verzeichnet.
1822 lebten 83 Menschen im als Hof kategorisierten und Breibach bezeichneten Ort.
1830 hatte der Ort 89 Einwohner.
Der 1845 laut der Uebersicht des Regierungs-Bezirks Cöln als Weiler kategorisierte Ort besaß zu dieser Zeit zwölf Wohnhäuser. Zu dieser Zeit lebten 101 Einwohner im Ort, davon 100 katholischen und einer evangelischen Bekenntnisses.
Die Gemeinde- und Gutbezirksstatistik der Rheinprovinz führt Breibach 1871 mit 18 Wohnhäusern und 79 Einwohnern auf.
Im Gemeindelexikon für die Provinz Rheinland von 1888 werden 16 Wohnhäuser mit 77 Einwohnern angegeben.
1895 hatte der Ort zwölf Wohnhäuser und 68 Einwohner.
1905 besaß der Ort zehn Wohnhäuser und 61 Einwohner und gehörte konfessionell zum katholischen Kirchspiel Kürten.
1927 wurden die Bürgermeisterei Kürten in das Amt Kürten überführt. In der Weimarer Republik wurden 1929 die Ämter Kürten mit den Gemeinden Kürten und Bechen und Olpe mit den Gemeinden Olpe und Wipperfeld zum Amt Kürten zusammengelegt. Der Kreis Wipperfürth ging am 1. Oktober 1932 in den Rheinisch-Bergischen Kreis mit Sitz in Bergisch Gladbach auf.
1975 entstand aufgrund des Köln-Gesetzes die heutige Gemeinde Kürten, zu der neben den Ämtern Kürten, Bechen und Olpe ein Teilgebiet der Stadt Bensberg mit Dürscheid und den umliegenden Gebieten kam.

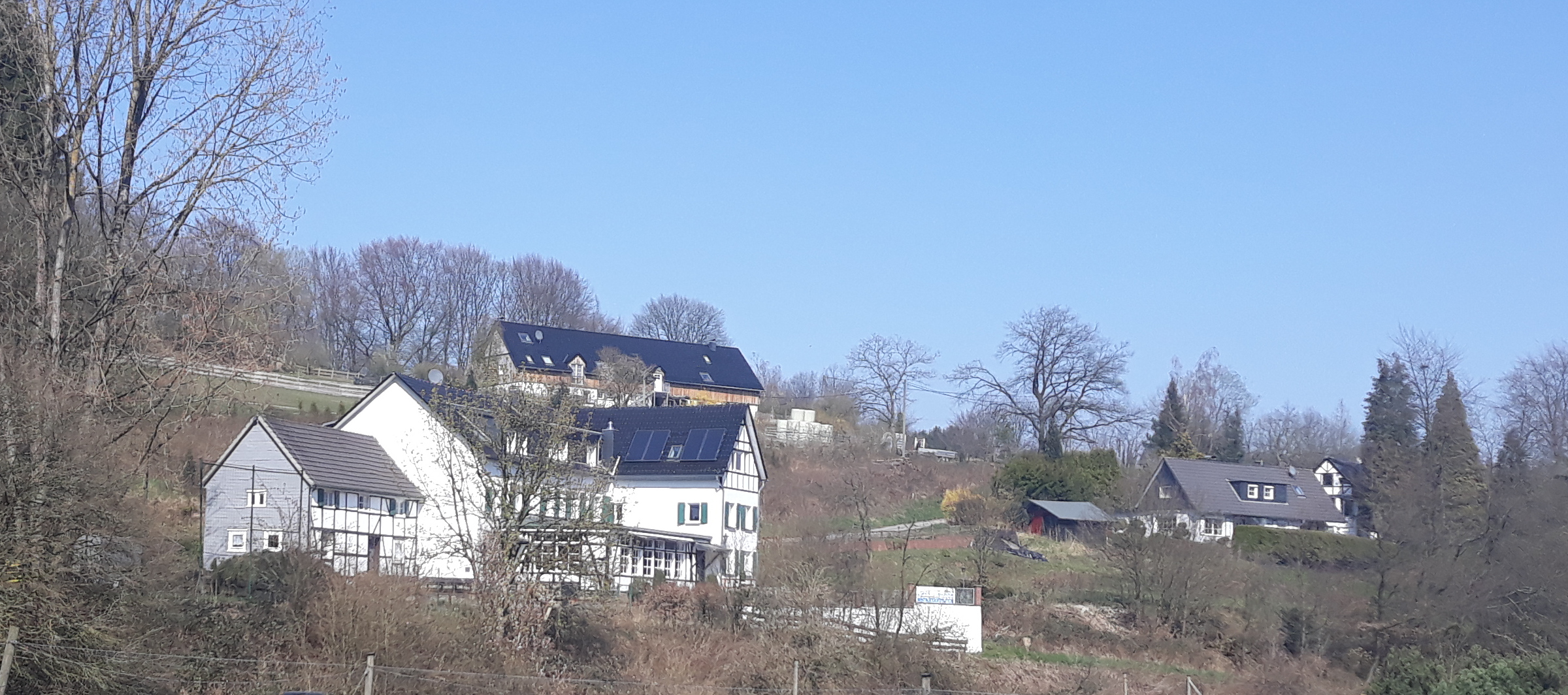
Landgut Breibach
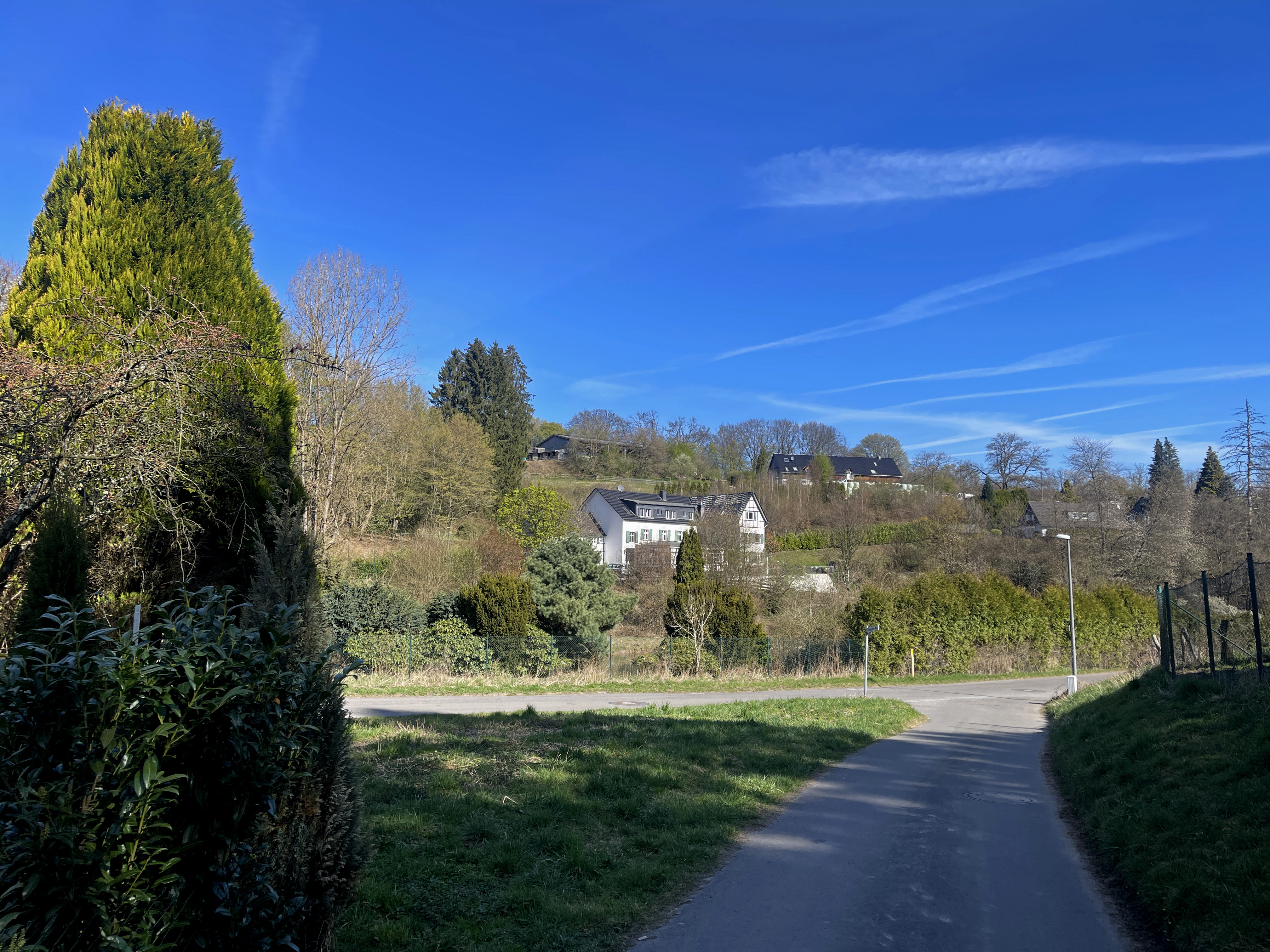
Breibachtal mit Landgut Breibach
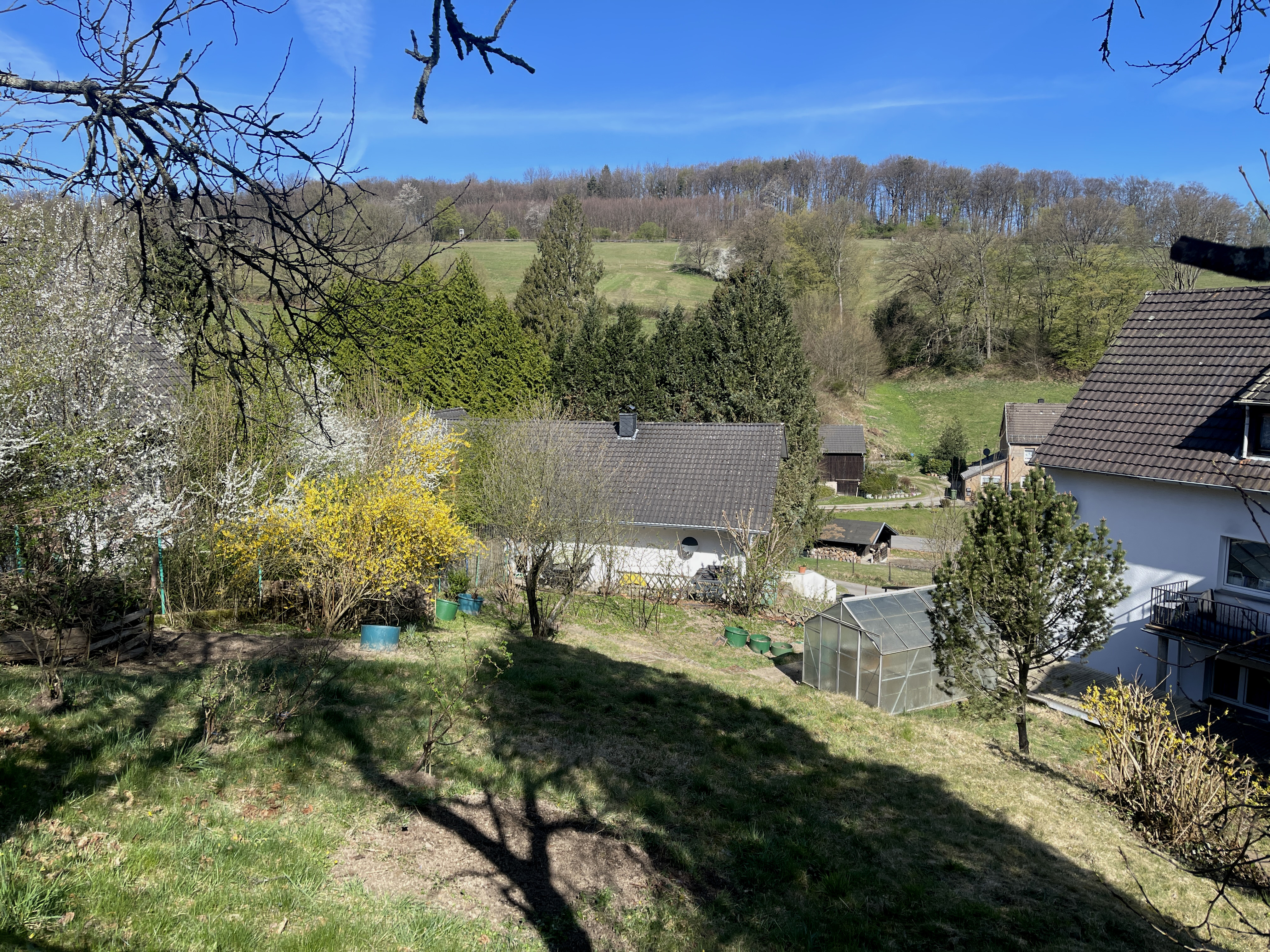
Gärten in Breibach
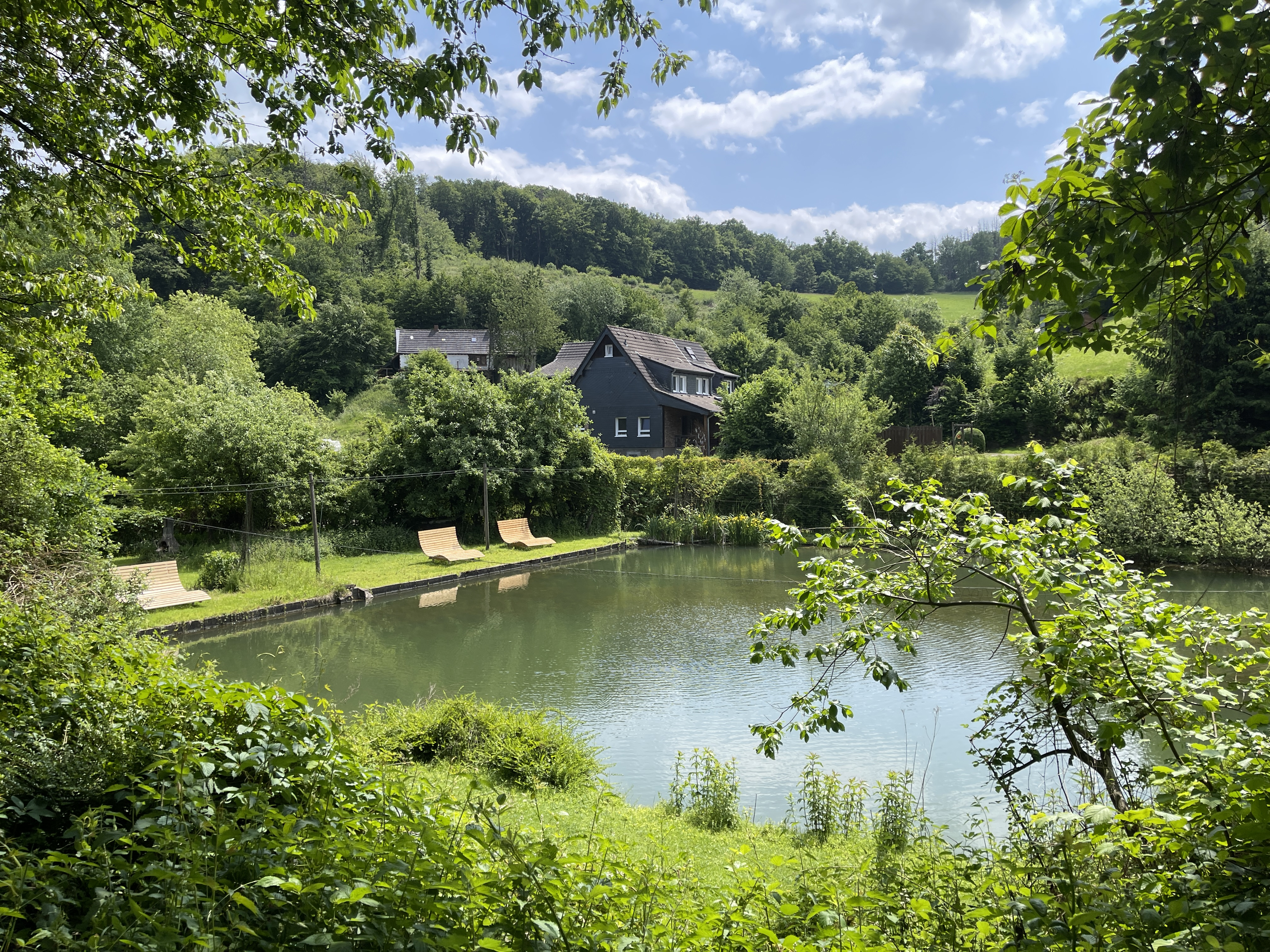
Breibach - untere Teichanlage
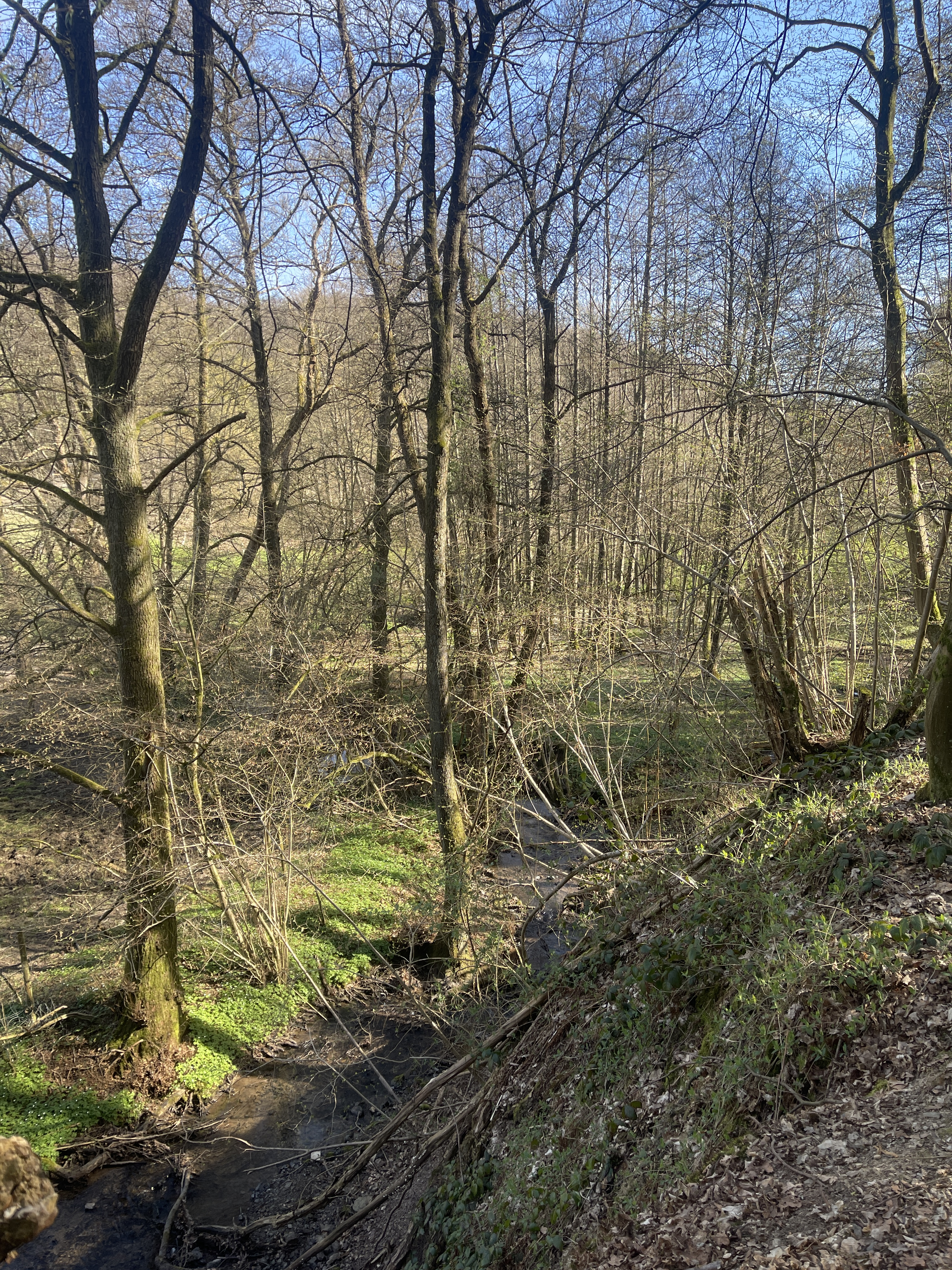
Auwald im NSG Breibachtal
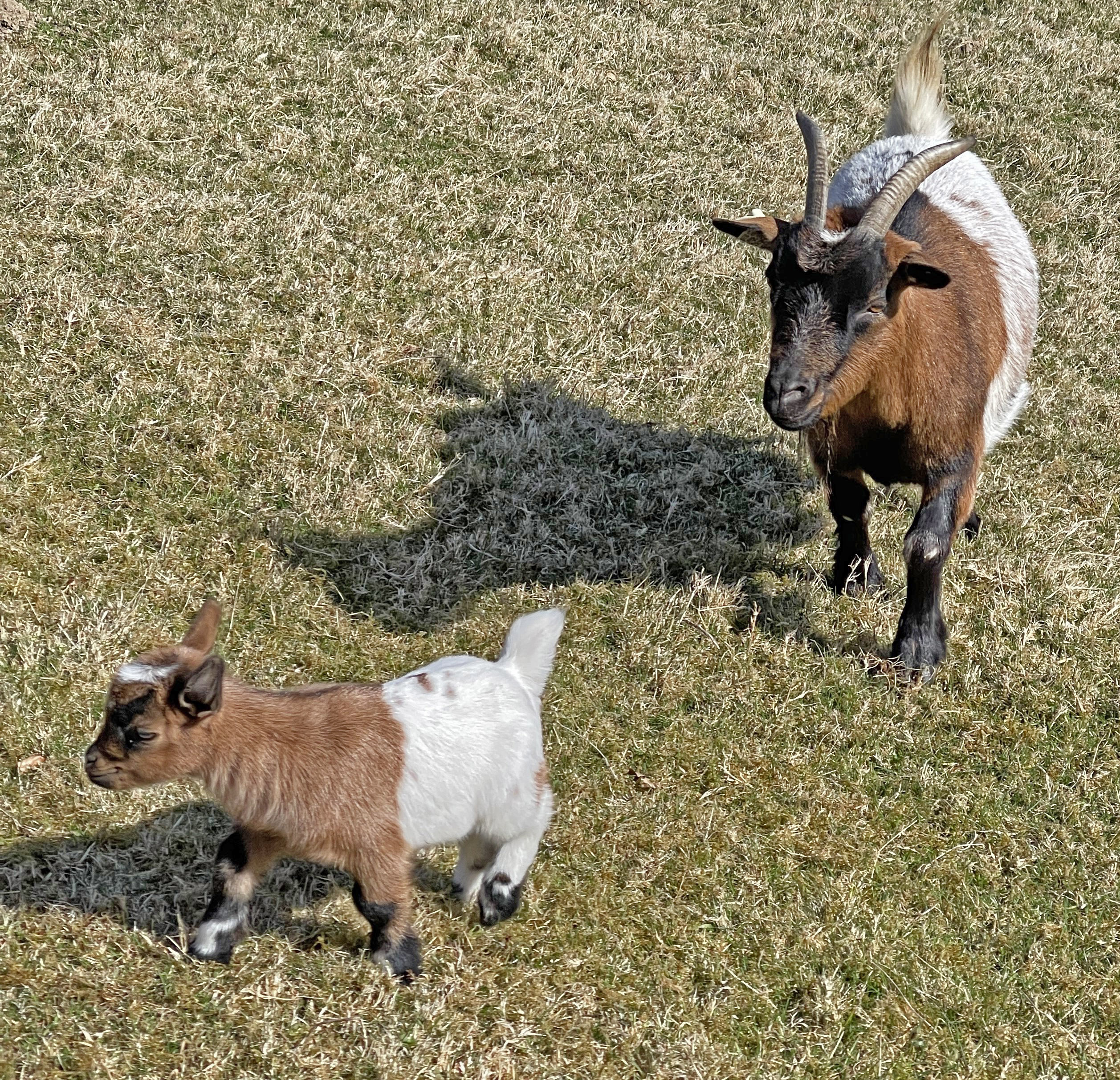
Zwergziegen in Breibach
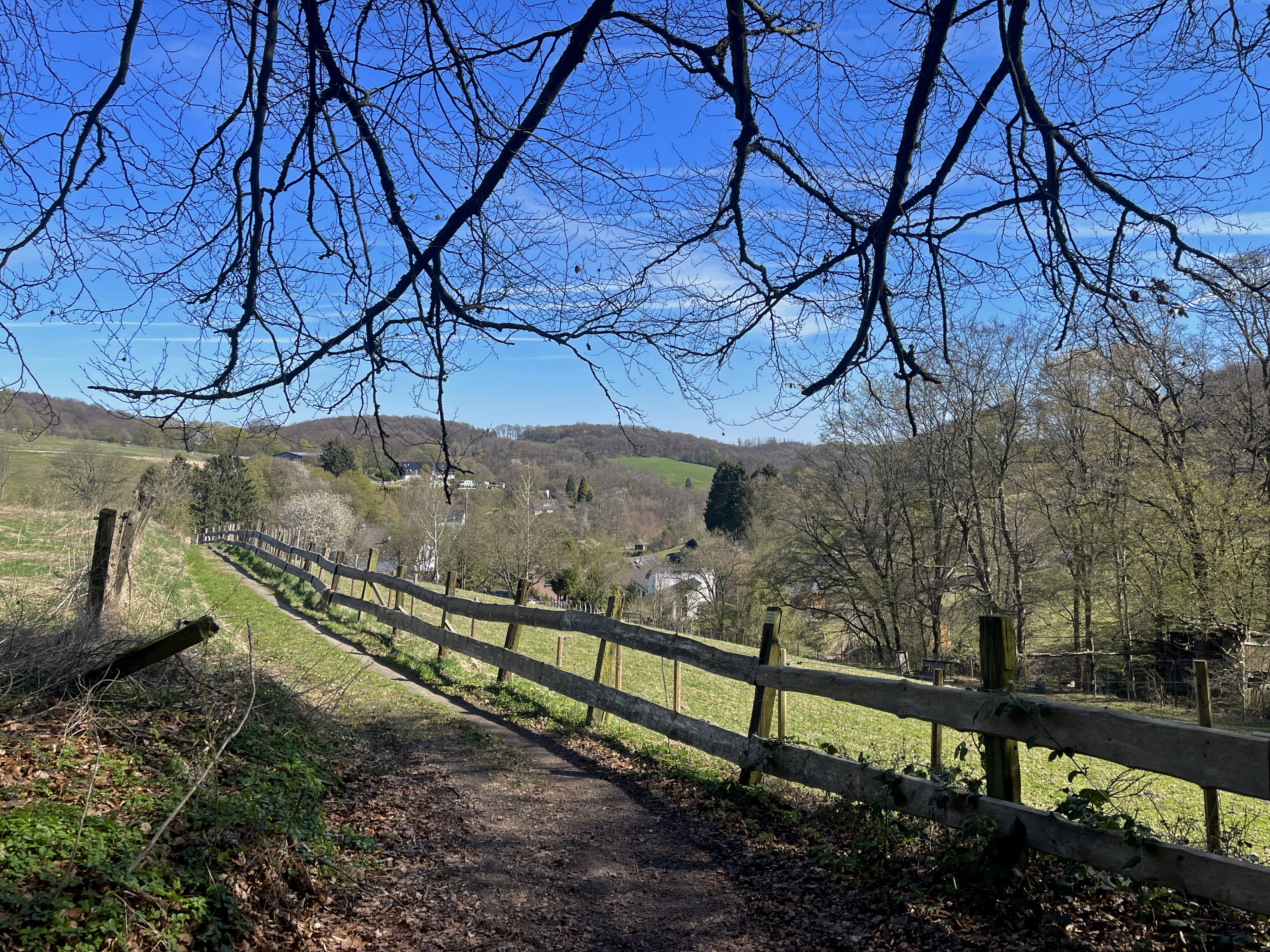
Wald südlich Breibach
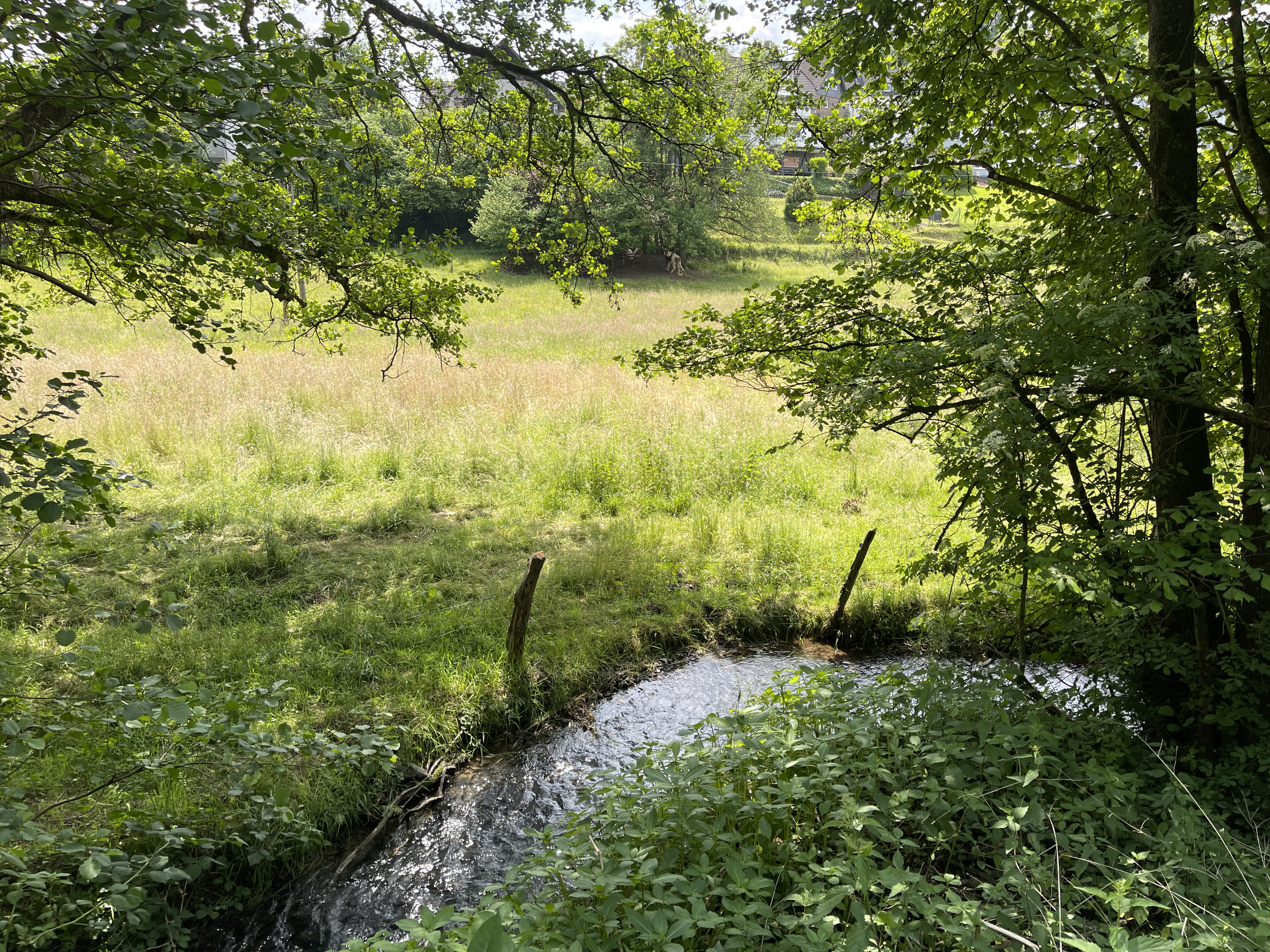
Breibach im NSG